# Le Gendre de monsieur Poirier
Pour les articles homonymes, voir Le Gendre.
Pour plus de détails, voir Fiche technique et Distribution.
Le Gendre de monsieur Poirier est un film français, le premier film réalisé par Marcel Pagnol, sorti en 1933.

## Synopsis
Le gendre de monsieur Poirier est un aristocrate, amateur de frivolités. Il décide de changer de vie pour se consacrer à son épouse et au travail.

## Fiche technique
- Titre : Le Gendre de monsieur Poirier
- Réalisation : Marcel Pagnol
- Scénario : Marcel Pagnol, d'après la pièce éponyme de Jules Sandeau et Émile Augier
- Décors : Jean Bijon
- Photographie : Willy Faktorovitch (Willy), assisté de Nicolas Hayer
- Son : Joseph de Bretagne
- Montage : Suzanne de Troye
- Musique : Vincent Scotto
- Société de production : Les Auteurs Associés
- Pays de production :  France
- Format : Noir et blanc - 1,37:1 - 35 mm
- Genre : Comédie
- Durée : 102 minutes
- Date de sortie :
  - France : 15 décembre 1933

## Distribution
- Léon Bernard : Monsieur Poirier
- Annie Ducaux : Antoinette
- Jean Debucourt : Gaston de Presles
- Maurice Escande : Hector de Montmeyran
- Fernand Charpin : Verdelet
- Raoul Marco : le premier créancier
- Albert Gercourt : le deuxième créancier
- Henry Darbray
- Michel Kovachevitch

## Lieux de tournage
Le film a été tourné dans les environs de Parcé-sur-Sarthe,.